# Giải Bông Sen cho âm nhạc xuất sắc
Giải Âm nhạc xuất sắc hay Nhạc sĩ xuất sắc là một trong những hạng mục được trao tại Liên hoan phim Việt Nam nhằm ghi nhận các nhạc sĩ, nhà soạn nhạc có những ca khúc và nhạc nền xuât sắc nhất viết cho các bộ phim thuộc các hạng mục chính: điện ảnh, phim truyện video, phim tài liệu và phim hoạt hình.
Danh sách này không đầy đủ, bạn cũng có thể giúp mở rộng danh sách.

## Danh sách thắng giải
Trong 3 kỳ Liên hoan phim đầu tiên không trao giải cho hạng mục này

### Thập niên 1970
| Năm              | Hạng mục      | Người thắng giải | Phim                     | Chú thích |
| ---------------- | ------------- | ---------------- | ------------------------ | --------- |
| (Lần thứ 4) 1977 | Phim tài liệu | Đàm Linh         | Tiếng nổ sau chiến tranh | [ 1 ]     |

### Thập niên 1980
| Năm              | Hạng mục      | Người thắng giải  | Phim                                                     | Chú thích   |
| ---------------- | ------------- | ----------------- | -------------------------------------------------------- | ----------- |
| (Lần thứ 5) 1980 | Điện ảnh      | Chu Minh          | Mẹ vắng nhà                                              | [ 1 ]       |
| (Lần thứ 5) 1980 | Phim tài liệu | Đàm Linh (2)      | Nguyễn Ái Quốc đến với Lê Nin                            | [ 1 ]       |
| (Lần thứ 7) 1985 | Điện ảnh      | Phú Quang         | Bao giờ cho đến tháng Mười                               | [ 2 ] [ 1 ] |
| (Lần thứ 7) 1985 | Điện ảnh      | Phạm Minh Tuấn    | Bài ca không quên                                        | [ 2 ] [ 1 ] |
| (Lần thứ 7) 1985 | Phim tài liệu | Đặng Hữu Phúc (1) | - Một phần 50 giây của cuộc đời - Việt Nam – Hồ Chí Minh | [ 2 ] [ 1 ] |
| (Lần thứ 7) 1985 | Phim tài liệu | Hoàng Bội         | Đồng đội                                                 | [ 2 ] [ 1 ] |
| (Lần thứ 7) 1985 | Phim tài liệu | Hoàng Vân         | - Đất Tây Sơn - Đất Hạ Long                              | [ 2 ] [ 1 ] |
| (Lần thứ 7) 1985 | Hoạt hình     | Y Vân             | - Kiến đỏ - Câu hỏi bất ngờ                              | [ 2 ] [ 1 ] |
| (Lần thứ 7) 1985 | Hoạt hình     | Nguyễn Thị Nhung  | Chú gấu tham lam                                         | [ 2 ] [ 1 ] |
| (Lần thứ 8) 1988 | Điện ảnh      | Đỗ Hồng Quân (1)  | Thằng Bờm                                                | [ 3 ] [ 1 ] |
| (Lần thứ 8) 1988 | Điện ảnh      | Nguyễn Xinh       | Chuyện cổ tích tuổi 17                                   | [ 3 ] [ 1 ] |
| (Lần thứ 8) 1988 | Hoạt hình     | Nguyễn Cường      | Dũng sỹ Đam Rông                                         | [ 3 ] [ 1 ] |

### Thập niên 1990
| Năm               | Hạng mục      | Người thắng giải | Phim                                           | Chú thích   |
| ----------------- | ------------- | ---------------- | ---------------------------------------------- | ----------- |
| (Lần thứ 9) 1990  | Phim tài liệu | Trần Ngà         |                                                | [ 4 ]       |
| (Lần thứ 10) 1993 | Điện ảnh      | Trọng Đài        | Canh bạc                                       | [ 5 ] [ 1 ] |
| (Lần thứ 10) 1993 | Điện ảnh      | Đỗ Hồng Quân (2) | Cỏ lau                                         | [ 5 ] [ 1 ] |
| (Lần thứ 10) 1993 | Phim video    | Phú Thăng        | Băng qua bóng tối                              | [ 5 ] [ 1 ] |
| (Lần thứ 10) 1993 | Phim video    | Hoàng Lương (1)  | Em còn nhớ hay em đã quên                      | [ 5 ] [ 1 ] |
| (Lần thứ 11) 1995 | Điện ảnh      | Phó Đức Phương   | Cây bạch đàn vô danh                           | [ 6 ]       |
| (Lần thứ 12) 1999 | Điện ảnh      | Đỗ Hồng Quân (3) | - Hà Nội, mùa đông năm 46 - Những người thợ xẻ | [ 7 ] [ 1 ] |

### Thập niên 2000
| Năm               | Hạng mục   | Người thắng giải     | Phim                           | Chú thích    |
| ----------------- | ---------- | -------------------- | ------------------------------ | ------------ |
| (Lần thứ 13) 2001 | Điện ảnh   | Đặng Hữu Phúc (2)    | Mùa ổi                         | [ 8 ] [ 1 ]  |
| (Lần thứ 13) 2001 | Phim video | Đặng Hữu Phúc (3)    | Nắng chiều                     | [ 8 ] [ 1 ]  |
| (Lần thứ 13) 2001 | Phim video | Bảo Phúc (1)         | Giã từ cát bụi                 | [ 8 ] [ 1 ]  |
| (Lần thứ 13) 2001 | Hoạt hình  | Đỗ Hồng Quân (4)     | Sự tích rước đèn trung thu     | [ 8 ] [ 1 ]  |
| (Lần thứ 14) 2004 |            | Đỗ Hồng Quân (5)     | - Của rơi - Hà Nội 12 ngày đêm | [ 9 ] [ 1 ]  |
| (Lần thứ 14) 2004 | Phim video | Bảo Phúc (2)         | Rặng trâm bầu                  | [ 9 ] [ 1 ]  |
| (Lần thứ 14) 2004 | Hoạt hình  | Hoàng Lương (2)      | Con sâu                        | [ 9 ] [ 1 ]  |
| (Lần thứ 15) 2007 | Điện ảnh   | Christopher Wong (1) | Dòng máu anh hùng              | [ 10 ] [ 1 ] |
| (Lần thứ 15) 2007 | Điện ảnh   | Nguyễn Thiện Đạo     | Chuyện của Pao                 | [ 10 ] [ 1 ] |
| (Lần thứ 15) 2007 | Phim video | Bảo Phúc (3)         | Những chiếc lá thời gian       | [ 10 ] [ 1 ] |
| (Lần thứ 15) 2007 | Hoạt hình  | Văn Thắng            | Giấc mơ của Ếch xanh           | [ 10 ] [ 1 ] |
| (Lần thứ 16) 2009 | Điện ảnh   | Đức Trí              | Huyền thoại bất tử             | [ 11 ]       |
| (Lần thứ 16) 2009 | Phim video | Hoàng Lương (3)      | Âm sắc màn đêm                 | [ 11 ]       |
| (Lần thứ 16) 2009 | Hoạt hình  | Hoàng Lương (4)      | Sự tích Đảo Bà                 | [ 11 ]       |

### Thập niên 2010
| Năm               | Hạng mục  | Người thắng giải         | Phim                       | Chú thích |
| ----------------- | --------- | ------------------------ | -------------------------- | --------- |
| (Lần thứ 17) 2011 | Điện ảnh  | Võ Thiện Thanh, Huy Tuấn | Những nụ hôn rực rỡ        | [ 12 ]    |
| (Lần thứ 17) 2011 | Hoạt hình | Đặng Hữu Phúc (4)        | Người con của Rồng         | [ 12 ]    |
| (Lần thứ 18) 2013 | Điện ảnh  | Bảo Chấn                 | Đam mê                     | [ 13 ]    |
| (Lần thứ 18) 2013 | Hoạt hình | Ngọc Châu                | Đôi bạn                    | [ 13 ]    |
| (Lần thứ 19) 2015 | Điện ảnh  | Lê Cát Trọng Lý          | Cuộc đời của Yến           | [ 14 ]    |
| (Lần thứ 19) 2015 | Hoạt hình | Lương Ngọc Châu (1)      | - Người cha - Quả cầu nổi  | [ 14 ]    |
| (Lần thứ 20) 2017 | Điện ảnh  | Jerome Leroy             | Cô hầu gái                 | [ 15 ]    |
| (Lần thứ 20) 2017 | Hoạt hình | Nguyễn Chí Phong         | Sóc nâu đáng yêu           | [ 15 ]    |
| (Lần thứ 21) 2019 | Điện ảnh  | Trần Mạnh Hùng           | Truyền thuyết về Quán Tiên | [ 16 ]    |
| (Lần thứ 21) 2019 | Hoạt hình | Lương Ngọc Châu (2)      | Người anh hùng áo vải      | [ 16 ]    |

### Thập niên 2020
| Năm               | Hạng mục  | Người thắng giải     | Phim                       | Chú thích |
| ----------------- | --------- | -------------------- | -------------------------- | --------- |
| (Lần thứ 22) 2021 | Điện ảnh  | Christopher Wong (2) | Mắt biếc                   | [ 17 ]    |
| (Lần thứ 22) 2021 | Hoạt hình | Đặng Duy Chiến       | Ánh sáng không bao giờ tắt | [ 17 ]    |
| (Lần thứ 23) 2023 | Điện ảnh  | Tôn Thất An          | Tro tàn rực rỡ             | [ 18 ]    |
| (Lần thứ 23) 2023 | Hoạt hình | Lương Ngọc Châu (3)  | Sương mù                   | [ 18 ]    |